# Oscilação do Atlântico Norte

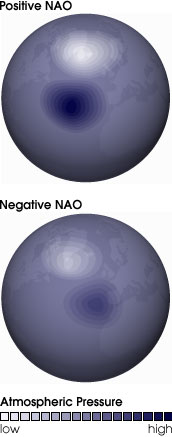
Índices de comparação da Oscilação do Atlântico Norte.

Oscilação do Atlântico Norte, também frequentemente referida por North Atlantic Oscillation ou pelo acrónimo NAO, é a designação utilizada em climatologia, meteorologia e oceanografia física para descrever um fenómeno meteorológico, recorrente no Atlântico Norte, caracterizado por flutuações na diferença ajustada de pressão atmosférica ao nível do mar entre a depressão da Islândia e o anticiclone dos Açores. Através das flutuações na intensidade da depressão da Islândia e do anticiclone dos Açores, este mecanismo controla a força e a direcção dos ventos de oeste sobre o Atlântico Norte e a trajectória das áreas de baixa pressão associadas às tempestades que atravessam o oceano de oeste para leste. A Oscilação do Atlântico Norte faz parte da Oscilação do Ártico e varia com o tempo, sem periodicidade particular conhecida.